# Leyla Erbil

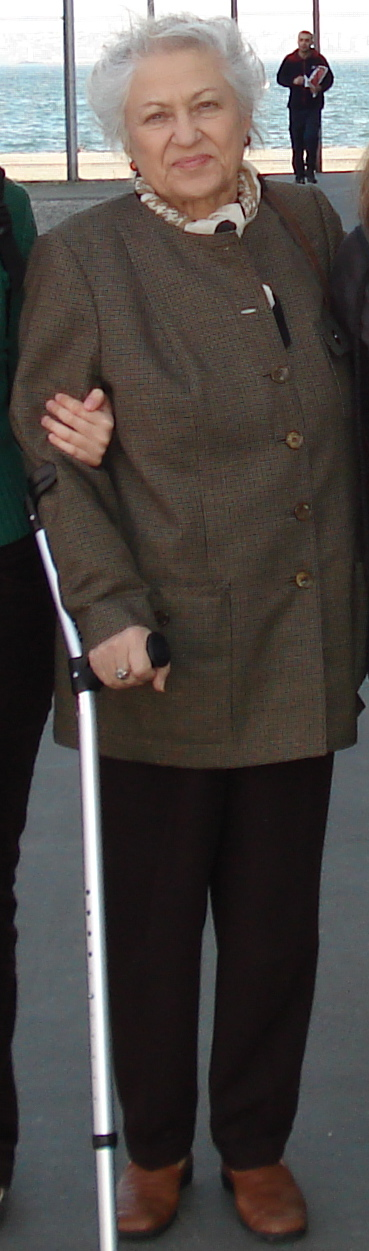
Leyla Erbil im März 2008

Leyla Erbil (* 1931 in Istanbul; † 19. Juli 2013 ebenda) war eine türkische Schriftstellerin.

## Leben
Erbil besuchte das Gymnasium und studierte englische Philologie an der Universität von Istanbul und war als Sekretärin und Dolmetscherin tätig. Ihre ersten Gedichte wurden bereits 1945 veröffentlicht, ab 1960 tritt sie als Erzählerin von Kurzgeschichten in Erscheinung, mit denen sie bekannt wird. Außerdem engagiert sie sich Anfang der 1960er Jahre für die türkische Arbeiterpartei im Bereich Kunst und Kultur. 1967 ist sie am türkischen Konsulat in Zürich tätig. Ihr erster Roman Tuhaf Bir Kadin („Eine seltsame Frau“) erscheint 1971, mit dem sie wegen der Themen Frau, Sexualität und Selbstbestimmung, großes Aufsehen erregt. Später folgen weitere Novellen und Romane. Themen ihrer Bücher, die teilweise in mehrere Sprachen übersetzt wurden, sind häufig marginalisierte Frauen.
Ihr Schreibstil gilt als unverwechselbar. Sie vermischte alte osmanische Begriffe, ungebräuchliche sowie moderne türkische Wortschöpfungen mit Fremdwörtern aus europäischen Sprachen und Dialekten, aber vielfach auch umgangssprachliche Begriffe miteinander. Dabei setzte sie sich bewusst über grammatikalische Regeln der türkischen Schriftsprache hinweg. Für ihren einzigartigen Schreibstil und ihren Beitrag zur türkischen Literatur wurde sie vom P.E.N. für den Nobelpreis für Literatur nominiert.
Leyla Erbil war seit 1955 verheiratet und wurde Mutter einer Tochter.

## Werk
- 1961 Hallaç (The Wool Carder), Kurzgeschichten
- 1968 Gecede (In the Darkness of the Night), Kurzgeschichten
- 1971 Tuhaf Bir Kadın (A Strange Woman), Roman; (Eine seltsame Frau), Unionsverlag Zürich 2005[4]
- 1977 Eski Sevgili (Ex-Lover), Kurzgeschichten
- 1985 Karanlığın Günü (Day of the Darkness), Roman
- 1988 Mektup Aşkları (Letter-Loves), Roman
- 1998 Zihin Kuşları (Mind Birds), Essayband
- 2001 Cüce (Dwarf), Roman
- 2005 Üç Başlı Ejderha (The Three Headed Dragon), Roman[5]
- 2011 Kalan (The Remaining), Roman
- 2013 Tuhaf Bir Erkek (A Strange Man), Roman